# Сваямбхува
Ману Сваямбхува (санскр. Svâyam-bhuva — «происходящий от Svayambhû», то есть от Брахмы) — в индийской мифологии имя первого из мифических прародителей человечества — первого из четырнадцати Ману кальпы Швета-вараха («цикла белого вепря»). Этому Ману приписываются законы Ману, а также и одна из ритуальных сутр, носящая его имя.

## Рождение
Он произошёл от Сваямбху — Брахмы (Svayambhû — «сам по себе существующий», «самосущный»), который для произведения потомства разделился на два существа — мужское и женское. От их союза произошёл Вирадж, отождествляемый иногда с мужской половиной Брахмы, а от Вираджа уже Ману-Сваямбхува, отец десяти праджапати, называющихся также махарши (маха-риши; высшие мудрецы).
По другим сказаниям, Ману Сваямбхува произошёл от кровосмешения Брахмы с его собственной дочерью и женой, Шата-рупой.